# 奥村直樹

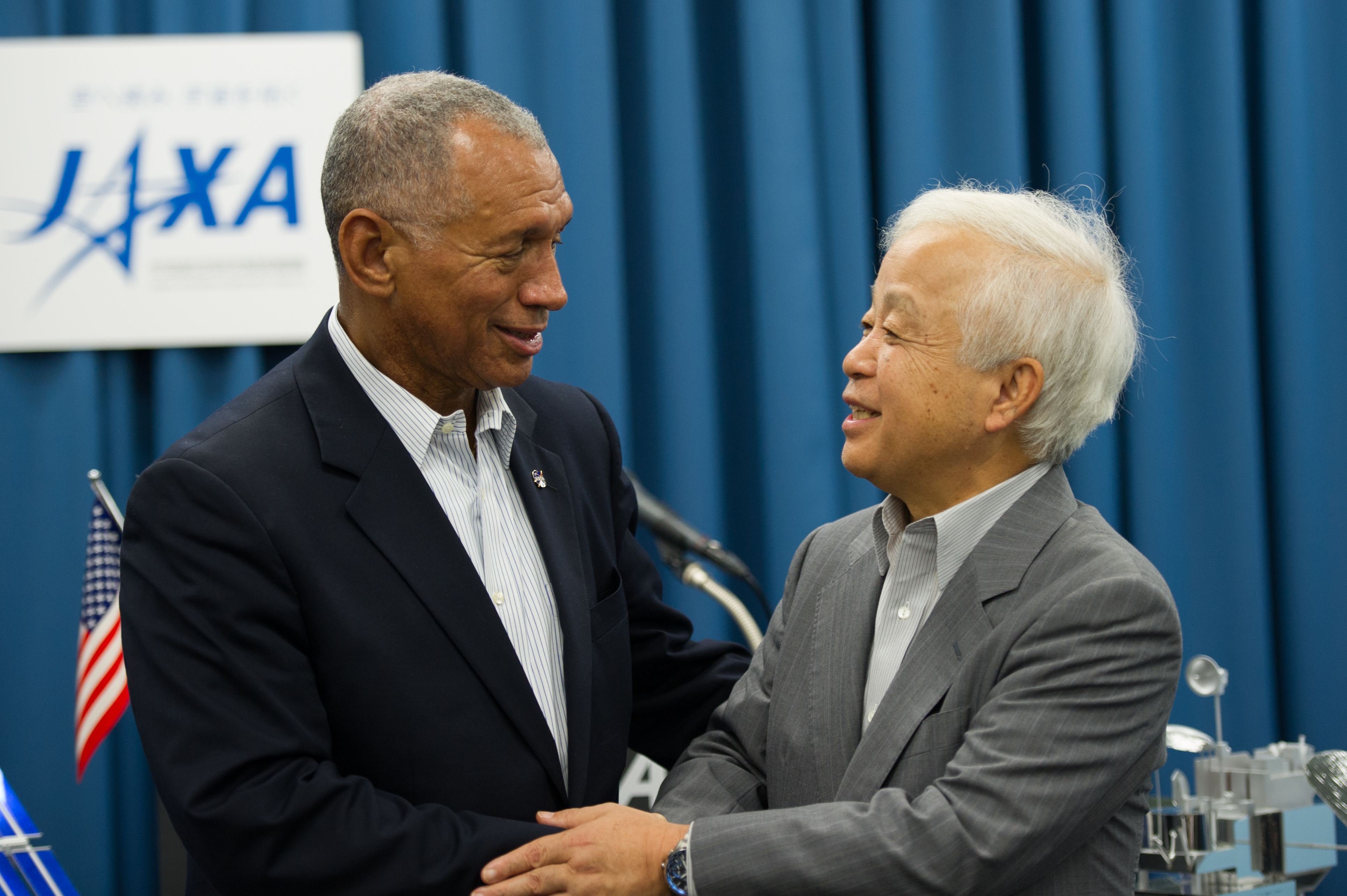
奥村（右）とNASA長官のチャールズ・ボールデン（左）

奥村 直樹（おくむら なおき、1945年6月29日 - ）は、日本の実業家。

## 略歴
1973年3月、東京大学工学系大学院博士課程応用物理学専攻修了。同年4月、新日本製鐵株式会社に入社。2005年から2007年に同社代表取締役副社長。
2007年1月から2013年1月まで内閣府総合科学技術会議の有識者議員を務めた。
2013年4月1日に宇宙航空研究開発機構（JAXA）の理事長に就任し、2018年3月31日まで任期を全うした。
自己啓発書「骨太の学び　21世紀を働き抜く君たちへ」を出版（金港堂出版部）